# نباتات ملحية صحراوية
النباتات الملحية الصحراوية هي نباتات تنمو وتنتشر في المنطقة البيئية الصحراوية الملحية المتمركزة في شمال إفريقيا. تتميز المنخفضات بأنها مالحة بشكل مميز، وتتنوع من شاطات (بحيرات مالحة تغذيها المياه الجوفية وبعض الأمطار الشتوية) أو السبخات (سهول طينية ساحلية فوق المبيدات). تتميز نباتات هذه المناطق بدرجة عالية من التخصص للبقاء على قيد الحياة في البيئة القاسية، حيث يتسم العديد منها بالجفاف (تتحمل الجفاف) والنباتات الملحية (تتحمل الملح). تمت حماية التنوع البيولوجي للمناطق نسبيًا من خلال عزلها وعدم ملاءمة التربة القلوية للزراعة.

## الموقع والوصف
تحتوي المواقع التي تشكل هذه المنطقة البيئية على مجموعة متنوعة من أنواع الموائل: أحواض الملح وبحيرات الملح الموسمية والمستنقعات المالحة وأحواض القصب والواحات التي تغذيها الينابيع. توجد مناطق الشط والسبخة في المناطق القاحلة ذات التربة الطينية الثقيلة بالمتبخرات. تشمل المواقع المحددة المخصصة لهذه المنطقة البيئية ما يلي:
- شط ملرحير (شمال شرق الجزائر). امتداد لخليج قابس في الصحراء. على 35 متر (115 قدم) تحت مستوى سطح البحر، وهي واحدة من أدنى النقاط في منطقة الصحراء.[5]
- شط الحضنة (شمال شرق الجزائر). بحيرة مالحة باطن الأرض تتغذى من الجريان السطحي من جبال أطلس في شمال شرق الجزائر. لديها نباتات السهوب العالية، على ارتفاع 400 متر (1,300 قدم) بين سلاسل الجبال.[6]
- شط الجريد (جنوب تونس). يُترجم باللغة الإنجليزية باسم «بحيرة أرض النخيل».
- منخفض القطارة (شمال مصر). المستنقعات المالحة وأحواض الملح وأحواض البحيرات الجافة في منخفض 133 متر (436 قدم) تحت مستوى سطح البحر، و 19,605 كيلومتر مربع (7,570 ميل2) في المنطقة. وتشمل واحة المغرة.
- واحة سيوة (شمال غرب مصر). تبلغ مساحة سيوة «حقل الأشجار» 80 by 20 كيلومتر (50 ميل × 12 ميل) واحة تغذيها ينابيع دائمة. وهي تدعم الزراعة - أكثر من 250.000 نخلة و 30.000 شجرة زيتون بحلول الثمانينيات.[7]

الموقع محاط بتضاريس سهوب شمال الصحراء ومنطقة غابات تمتد عبر شمال الصحراء.

## مناخ
مناخ المنطقة البيئية هو مناخ صحراوي حار (تصنيف مناخ كوبن (BWh)). يتميز هذا المناخ بهواء مستقر وضغط مرتفع عالياً، مما ينتج عنه صحراء قاحلة وحارة. متوسط درجات الحرارة في الأشهر الحارة عادة ما بين 29 و 29–35 °م (84–95 °ف). يتراوح معدل هطول الأمطار بين 10–100 مليمتر (0.39–3.94 بوصة) في السنة.

## النباتات والحيوانات

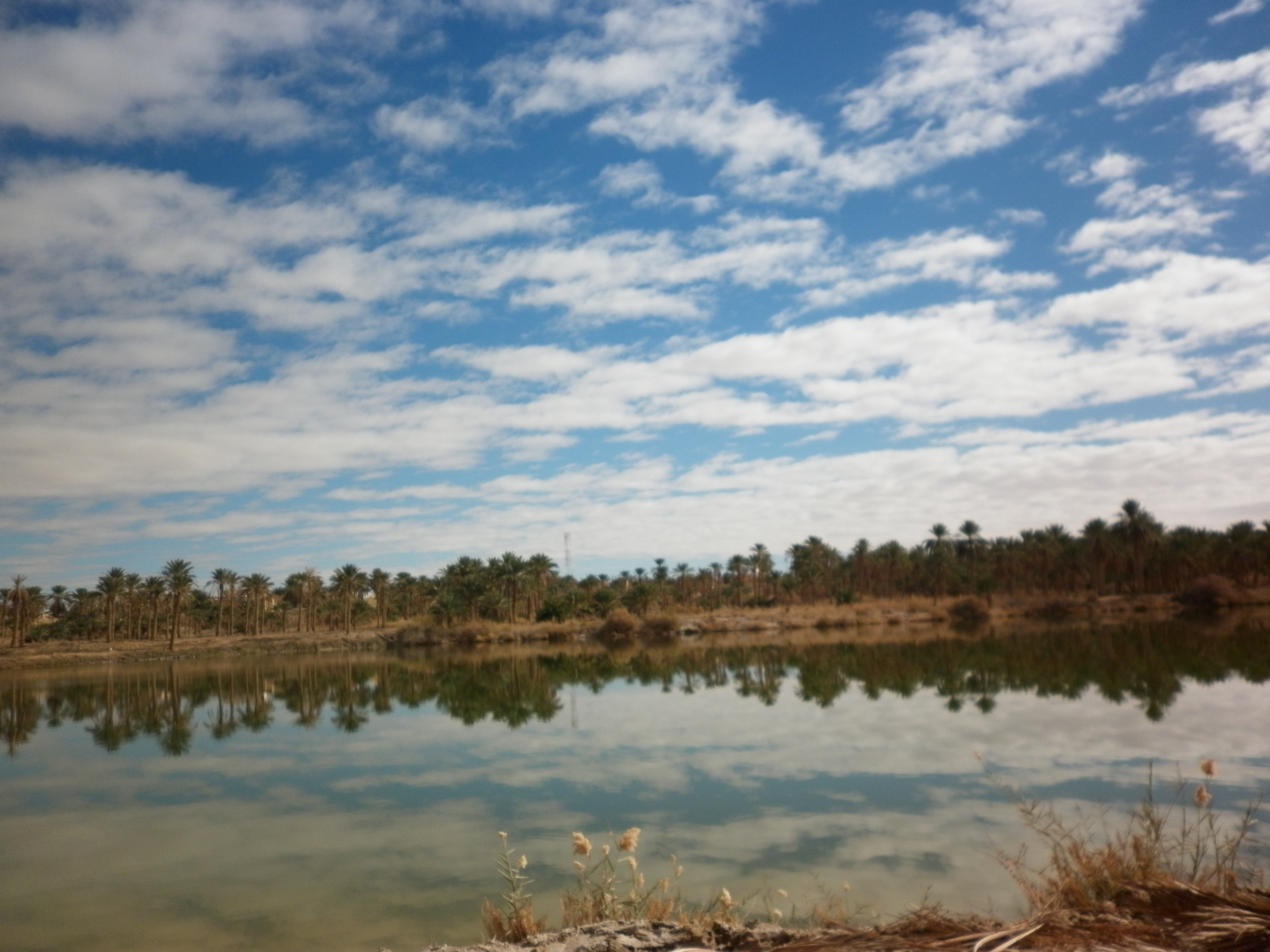
واحة ميجارين ، تونس

يختلف الغطاء النباتي داخل الموقع حسب ملوحة التربة وحيازة الرمال؛ هذه تختلف عادة حسب المسافة من مركز وعاء الملح.

## مناطق محمية
تعتبر المنطقة البيئية محمية رسميًا بنسبة تقدر بأكثر من 25٪ . وتشمل هذه المناطق المحمية:
- شط الجريد